# Ballodillium pilosum
Ballodillium pilosum är en kräftdjursart som beskrevs av Albert Vandel 1961. Ballodillium pilosum ingår i släktet Ballodillium och familjen klotgråsuggor. Inga underarter finns listade i Catalogue of Life.